# Karl Ludwig Richard von Philipsborn
Karl Ludwig Richard von Philipsborn (* 16. Juli 1808 in Schwedt; † 4. Juli 1884 in Berlin) war ein preußischer Generalpostmeister und Generalpostdirektor des Norddeutschen Bundes.

## Leben
Karl Ludwig Richard von Philipsborn war der Sohn von Adolf Philipsborn (1786–1835) und der aus Potsdam stammenden Pauline Schoenn (1786–1868). Die Eltern lebten zuletzt in Berlin. Zusammen mit seinen Brüdern Maximilian, Direktor im preußischen Außenministerium, und Eugen, Gutsbesitzer in Fuchsmühl (Schlesien), wurde er am 31. Juli 1865 in den Adelsstand als von Philipsborn erhoben.
Nach dem Besuch des Gymnasiums Joachimsthal trat Philipsborn 1835 in den preußischen Postdienst. Zunächst war er als Postschreiber am Hof-Postamt in Berlin beschäftigt, dann bei den Postämtern in Schlawe und Soldin. Die Dienstprüfung bestand er am 12. Dezember 1838 mit Auszeichnung. Ab Dezember 1839 war er im General-Postamt tätig, wo er am 1. Februar 1842 zum Postsekretär befördert wurde. Stellvertretend mit den Inspektionsgeschäften beauftragt, stellte er für das Hof-Postamt neue Geschäftsregularien auf. Bereits im Dezember 1845 erfolgte die Beförderung zum Geheimen expedierenden Sekretär. Ab dem 1. Oktober 1846 leitete er zusammen mit einem weiteren Beamten des General-Postamtes die Redaktion des Amtsblattes des Königlichen Postdepartements. Am 2. Oktober 1847 wurde er zum Königlichen Postinspektor ernannt. 1849 arbeitete er in der Post-Organisationskommission, welche die Dezentralisierung der Verwaltung ausarbeitete (Gründung von Oberpostdirektionen). Ebenso war er an den Vorbereitungen der am 1. Mai 1849 in Kraft getretenen Postdienstanweisung beteiligt, die alle bisherigen Betriebsbestimmungen zusammenfasste und der Vorläufer der Allgemeinen Dienstanweisungen für Post und Telegraphie war. Ebenso war er an der Einführung der Bahnposten beteiligt. 1849 erfolgte auch die Ernennung zum Geheimen Postrat und Vortragenden Rat im General-Postamt, 1852 die zum General-Postinspektor, 1859 zum Geheimen Post-Oberrat und schließlich 1862 als Nachfolger von Heinrich Schmückert die zum preußischen Generalpostmeister.
Während des Krieges mit Österreich 1866 richtete die preußische Post Feldpostanstalten ein. Nach dem Krieg folgten die Verhandlungen zur Übernahme des Thurn-und-Taxis´schen Postdienstes in preußische Verwaltung. Ebenso wurden die neuen Provinzen Schleswig-Holstein und Hannover in das preußische Postwesen integriert. Ab dem 1. Januar 1868 entstand die Postverwaltung des Norddeutschen Bundes, in der die preußische, sächsische, mecklenburgische, braunschweigische und oldenburgische Landespost aufging. Philipsborn avancierte zum neuen Generalpostdirektor. Unter seiner Leitung wurden Postverträge mit den süddeutschen Staaten und Österreich-Ungarn abgeschlossen und die Betriebsvorschriften vereinheitlicht. Mit der Einführung der Postanweisung war es künftig möglich kleine Geldbeträge zu verschicken, das Briefporto im Inneren wurde auf einen Silbergroschen festgesetzt. Kurz vor seinem Dienstende schloss er bei internationalen Konferenzen noch Post-Verträge mit Italien und der Schweiz ab.
Philipsborn schied im April 1870 aus dem Staatsdienst aus und bekleidete noch einige Jahre das Amt des Präsidenten der Preußischen Central-Bodenkredit-Gesellschaft.